# Алфонсо II Неаполитански
Алфонсо II Неаполитански „Кривогледия“ (на италиански: Alfonso II di Napoli, detto il Guercio; 4 ноември 1448, Неапол, Неаполитанско кралство; † 19 ноември 1495, Месина, Сицилианско кралство) от династията династията Трастамара (в Неапол наричана обикновено Арагонска), е херцог на Калабрия (4 ноември 1448 – 27 юни 1458) и след това крал на Неапол (25 януари 1494 – 23 януари 1495).

## Произход
Той е най-големият син на краля на Неапол Фердинандо/Феранте I Арагонски (* 1424, † 1494) и първата му съпруга Изабела ди Киаромонте (* 1424, † 1465), дъщеря на Тристано, граф на Копертино, и на Катерина Орсини от Таранто. Братовчед е на Фернандо II Католикът, крал на Арагон и сърегент със съпругата си Исабела I Кастилска на обединена Испания. Има трима братя братя и две сестри:
- Елеонора (* 1450; † 1493), херцогиня на Ферара като съпруга на Ерколе I д’Есте
- Федерико (* 16 октомври 1451; † 9 ноември 1504), крал на Неапол (1496 – 1501), съпруг на Анна Савойска и на Изабела дел Балцо
- Джовани (* 1456; † 1485), кардинал
- Беатриче (* 1457; † 1508), кралица на Унгария като съпруга на Матяш Корвин, и кралица на Бохемия и Унгария като съпруга на Уласло II
- Франческо (* 1461; † 1486), херцог на Сант Анджело и маркиз на Бишелие.

Има и една полусестра и евентуално един полубрат от втория брак на баща си с Джована Арагонска, както и редица полубратя и полусестри от извънбрачните му връзки.

## Биография
През 1458 г., след смъртта на дядо му Алфонсо V Арагонски, неговият баща Феранте става крал на Неапол, а Алфонсо става херцог на Калабрия. През 1463 г. умира чичо му Джовани Антонио Орсини дел Балцо, принц на Таранто, който завещава част от притежанията си на 15-годишния Алфонсо.
Когато майка му Изабела ди Киаромонте умира през 1465 г., Алфонсо наследява феодалните ѝ владения, включително правото на трона на Йерусалим. През септември същата година той се жени за Иполита Мария Сфорца, дъщеря на Франческо I Сфорца, на пищна церемония в Неапол (бракът чрез пълномощник е сключен в Милано предходната пролет).
През 1467 г., още ненавършил 20 години, той се намесва, за да помогне на флорентинците срещу Венеция, придобивайки репутация на отличен капитан. След заговора на Паци Кралство Неапол и Църквата водят война във Флоренция: Алфонсо и Федерико да Монтефелтро окупират Сиена на 20 февруари 1479 г. Но турската опасност и обсадата в Отранто принуждават херцога на Калабрия да влезе отново в Кралството; принуждавайки турците да се предадат, той триумфално се завръща в Неапол на 25 октомври 1481 г.
След избухването на войната на Ферара неаполитанската армия нахлува в Папската държава, съюзявайки се с венецианците срещу Ерколе I д’Есте. На 21 август 1482 г. обаче Алфонсо е нападнат и победен в битката при Кампоморто от командира на венецианците Роберто Малатеста, който идва на помощ на папа Сикст IV. Конфликтът слага край на помирението между папата и крал Феранте I на Коледа 1482 г. Назначен през януари 1483 г. за генерален капитан на Лигата срещу венецианците, Алфонсо успява да победи Роберто ди Сан Северино, достигайки портите на Верона и, принуждавайки Венеция да сключи мир (7 август 1484 г.), успява да се върне в Кралство Неапол.
Ситуацията в кралството далеч не е спокойна поради неспокойното отношение на неаполитанските барони срещу краля, което довежда до известния заговор на бароните (1485 г.). Поведението на херцога на Калабрия в тези събития е известно, тъй като е насочено към укрепване на авторитаризма на държавата. Алфонсо няма скрупули да посъветва баща си за най-строгите репресивни мерки, с което си навлича омразата на феодалните благородници на Кралството, които са тежко засегнати, екзекутирани или заточени. След смъртта на баща си Фердинандо I през 1494 г. Алфонсо се възкачва на трона като крал на Неапол и Йерусалим.
Неговото царуване е предопределено да бъде кратко, тъй като в момента на възкачването му на трона нахлуването в Италия на краля на Франция Шарл VIII е неизбежно. Шарл, подстрекаван от Лудовико Сфорца, който се стреми да поеме властта над Миланското херцогство срещу племенника си Джан Галеацо, зет на Алфонсо, възнамерява да възстанови Анжуйците на трона на Неапол и да сложи ръка на свързаната титла на крал на Йерусалим. Шарл е наследил от угасналата Анжуйска линия на Валоа правата над Неаполитанската корона (неговата баба Мария Анжуйска е родна сестра на Луи III Валоа-Анжуйски и Рене I Анжу Добрия). Той обявява през 1494 г. своите права над Неапол и започва италианския си поход, като нахлува в Италия през септември 1494 г.
Алфонсо II е принуден да отстъпи от Папската област в своето кралство. Ужасен от поредицата лоши поличби, като странни кошмари (вероятно дължащи се на спомена за жертвите му), на 23 януари 1495 г. той абдикира в полза на сина си Ферандино. Бяга в Сицилия, където се заключва в манастира на оливетанските монаси в град Мадзара, докато Шарл VIII влиза в кралството, достигайки Неапол на 22 февруари 1495 г. Алфонсо II умира в Месина на 19 ноември. Неговото кратко управление поставя началото на изгубването на независимостта на Неаполитанското кралство.

## Външен вид и характер
На младини Алфонсо II е описван от дами и посланици като много красив млад мъж, „толкова грациозен, че не може да се каже“ и „толкова жизнен, че не може да седи неподвижен повече от половин час“. Лекарите и посланиците са изненадани от физическата му издръжливост, тъй като успява да остане здрав, въпреки че яде и пие много малко и често набързо, непрекъснато е зает с различни дейности през деня и почива няколко часа през нощта, които прекарва непрекъснато с неговата жена.
Има прякора Guercio (Кривогледия), защото има белязано ляво око, не се знае обаче дали от болест, нараняване или раждане. Според други историци това се дължи на мрачния му вид и навика му да гледа накриво. Франческо Панса пък казва, че е кривоглед.
Той има изключителни военни умения и прекарва по-голямата част от живота си по бойните полета, водейки живота на войник. Андреа Бернарди казва, че след смъртта на известния кондотиер Роберто ди Сансеверино Алфонсо остава първият войник на Италия.
Въпреки това той е мразен и от него се страхува неаполитанският народ, защото оскърбява поданиците си с „най-жестоки обиди и клетви“, защото е виновен за най-отвратителните престъпления, като „насилване на девствеността, отнемане на чужди жени за свое удоволствие“ и практикуване на „ужасния и отвратителен порок на содомията“. Анонимният автор на Chronicum venetum съобщава, но трябва да си припомним, че венецианците са били заклети врагове на неаполитанците и в частност на арагонците, че „искайки да разкажа за тиранията, жестокостта, похотливите и нечестни апетити, предателствата, убийствата, убийствата на крал Феранте и на Алфонсо Арагонски, най-големият му син, херцог на Калабрия, баща на предателствата, пазач на бунтовниците, една голяма книга не би ми била достатъчна: аз вярвам, че Нерон е бил светец сред тези тирани“.
Отвъд възможните преувеличения на вражеската фракция много епизоди от живота на Алфонсо потвърждават тези аспекти от характера му, като например факта, че той изземва много земи, без да предложи никаква компенсация на законните собственици (които, както се говори, след това умират от болка) за построяването на Вила Поджореале и по същия начин изселва монахините на Мадалена за построяването на Вила „Ла Дукеска“. Той също така взима за своето приятелско семейство Комо прекрасната градина, която някой си Франческо Сканазориче притежава в непосредствена близост до техния дворец: човекът отказва много пъти да им даде градината въпреки щедрите парични предложения, но не посмява да се противопостави на страховития Херцог на Калабрия. Неаполитанците толкова се страхуват от Алфонсо II, че след смъртта на крал Феранте хукват да се заключат у дома, викайки „Заключи! Заключи!“, все едно са преследвани от врагове. Самата му съпруга Иполита Мария Сфорца изпитва неговата жестокост, когато, наскоро омъжена, ревнуваща съпруга си, тя изпраща своя доверен слуга Донато да го държи под око в неговите пътувания, и реакцията на Алфонсо към Донато е толкова безразсъдна, че Иполита пише тъжно на майка си в писмо: „това нещо за Донато, което никога няма да забравя [...] не е рана на сърцето, но вярвам, че ако то бе разкъсано, то това е моята болка и такава ще бъде.“
Не е съвпадение, че когато положението на кралството става отчайващо, Алфонсо решава да абдикира в полза на сина си, тъй като той е мразен заради своите пороци и жестокост толкова, колкото синът му Ферандино е обичан заради своите добродетели и справедливост.

## Личен живот
Според „Трагичните и любовни успехи“ (Successi tragici et amorosi) на Силвио Асканио Корона – колекция от разкази от XVII век, в която са събрани, или поне така изглежда, тайните на членовете на арагонския двор в Неапол, Алфонсо е имал много метреси, като по този начин не се е различава от баща му Феранте. Първата му метреса е Изабела Станца, придворна дама на майка му Изабела ди Киарамонте. Връзката обаче не продължава дълго: веднага щом майка му, много целомъдрена и религиозна жена, разбира за нея, тя урежда брака на Изабела с Джован Батиста Рота, благородник, който много обича арагонската фракция, и по този начин я отдалечава от сина си.
Изабела е последвана от най-известната метреса на Алфонсо II – Троджия (Трузия, Турция) Гадзела, която той води в двора. Уморен от нея, той започва да преследва Франческа Карачоло, известна като „Чекарела“, която, вярна на съпруга си, не му отговаря. Алфонсо я отвлича и няколко дни прави с нея каквото си поиска, докато бащата и съпругът ѝ не настояват крал Феранте да убеди сина си да я освободи. Затова Чекарела се оттегля в манастира „Сан Себастиано“, където малко след това умира от болка. Бесният Алфонсо нарежда баща ѝ Муцио Карачоло да бъде убит, докато съпругът ѝ Рикардо, страхувайки се за живота си, става монах.
След това е ред на Мария д'Авелянедо, испанска благородничка и дама на неговата мащеха Джована, впоследствие омъжена за Алфонсо Карачоло, рицар от седалището на Капуана, т.е. ставайки благородничка от фамилията на Монтефускуло, а по-късно – за Галеото Пагано от седалището на Порто. Следва Лаура Криспано, която изнасилва и след това омъжва за прислужника си Анджело Кривели от Милано.
Говори се, че Алфонсо е обичал и красивите мъже, сред които графа на Монтела и Троя Диего I Каваниля, Джовани Пишичели и зет му Онорато III Каетани. Той също има връзка и с някои от собствените си пажове. Практиката на содомията, според древногръцкия обичай, е широко разпространена почти навсякъде по онова време, въпреки че е официално забранена и другите му роднини не са освободени от тази забрана.

## Брак и потомство
∞ 10 октомври 1465 в Милано за миланската принцеса Иполита Мария Сфорца (* 18 април 1446, Пезаро; † 20 август 1484, Неапол), дъщеря на херцог Франческо I Сфорца, от която има двама сина и една дъщеря:
- Фердинанд II Неаполитански, нар. още Фердинандино (* 26 август 1469, † 7 октомври 1496), крал на Неапол (23 януари 1495 – 7 септември 1496), ∞ 26 юли 1496 за леля си Джована Арагонска (* 15 април 1479, † 27 август 1518)
- Изабела Арагонска (* 2 октомври 1470, Неапол; † 11 февруари 1524, Неапол), чрез брак херцогиня на Милано, ∞ декември 1488 за миланския херцог Джан Галеацо Сфорца (* 20 юни 1469, Абиатеграсо; † 21 октомври 1494, Павия), от когото има един син и три дъщери
- Пиетро Арагонски (* 31 март 1472, † 17 февруари 1491), принц на Росано[17]

От любовницата си, благородничката Троджа Гацела (* ок. 1460, Гаета, † 1511, Неапол), има син и дъщеря:
- Санча Арагонска (* 1478, Гаета; † 1506, Неапол), принцеса на Скуилаче, графиня на Алвито, ∞ 1. 1488 за неаполитанския благородник Онорато Гаетани, разтрогнат 2. 6 май 1494 в Неапол за Гофредо „Джофре“ Борджия (* 1481, Рим, Папска държава; † януари 1511, Скуилаче), последният незаконороден син на папа Александър VI
- Алфонсо Арагонски (* 1481, Неапол; † 18 август 1500, Рим, убит от шурея си Чезаре Борджа), княз на Салерно, херцог на Бишелие, ∞ 21 юли 1498 за Лукреция Борджа (* 18 април 1480, Субиако, † 24 юни 1519, Ферара), италиано-испанска принцеса, господарка на Пезаро и Градара (12 юни 1492 – 20 декември 1497) и чрез женитба херцогиня на Ферара, Модена и Реджо (15 юни 1505 – 24 юни 1519).

Двете деца от Троджия са начинът, чрез който Арагонската династия на Неапол запечатва съюза с папа Александър VI Борджа. Двата брака са замислени от папата с намерението да качат един от синовете му на престола на Неапол според политическия план на чичо му – папа Калист III. На 9-годишна възраст Санча е омъжена за Онорато Гаетани, внук на едноименния дядо, верен поддръжник на краля на Неапол Фердинандо I, но бракът е разтрогнат, въпреки че е консумиран. През 1494 г. 16-годишната кралска дъщеря се омъжва за Гофредо – 13-годишният син на папата.
Връзката с Борджиите е сключена плътно, т. к. другият син на Алфонсо II – Алфонсо се жени за дъщерята на папата Лукреция Борджия в Рим през 1498 г. Съюзът обаче е кратък: с падането на Арагонската династия от престола на Неапол папа Александър VI смята роднинството с лишените от трона благородници за безполезно; освен това Чезаре Борджия стига дотам, че да поръча убийството на зет си, обвинявайки го от своя страна, че е замислил конспирация да му навреди.
От Мария д'Авеланедо има двама сина:
- Франческо Арагонски († като малък)
- Карло Арагонски († като малък)

От Лаура Криспано има една дъщеря:
- дъщеря Арагонска (*/ † като бебе)

## Алфонсо II в популярната култура

### Театър
Героят Алонсо в пиесата на Уилям Шекспир „Бурята“ е базиран на историческата фигура на Алфонсо II.

### Телевизия
- В канадския телевизионен сериал от 2011 – 2013 г. „Династията на Борджиите“ Алфонсо се играе от Огъстъс Прю.
- В италианско-френския телевизионен сериал от 2011 – 2014 г. „Борджиите“ Алфонсо се играе от Реймънд Уолиш.
- В британско-американската фентъзи поредица от 2013 – 2015 г. „Демоните на Да Винчи“ Алфонсо се играе от Киърън Бю.
- В англо-италианския телевизионен сериал от 2016 – 2019 г. „Медичите“ Алфонсо се играе от Марко Фоски и се озвучава в оригинала от Франк Блейк.